# Ахтервер
Ахтервер (нем. Achterwehr) — община в Германии, в земле Шлезвиг-Гольштейн. 
Входит в состав района Рендсбург-Экернфёрде. Подчиняется управлению Ахтервер.  Население составляет 937 человек (на 31 декабря 2010 года). Занимает площадь 19,36 км².